# レプテーション
レプテーション（英語：reptation）とは、ひもや鎖のように長くて柔軟に折れ曲がる鎖状高分子が、その長軸に沿って移動する運動であり、フランスのピエール＝ジル・ド・ジャンヌ (Pierre-Gilles de Gennes) により初めて理論的に考察された。普通の低分子の運動の自由度は3次元空間の3方向への並進と分子内の回転や振動であり、3方向への並進は等価である。だが鎖状高分子では、長軸の横方向へは大きく動くことは難しく、長軸に沿ってすべる運動でしか位置を大きく変えることは難しい。これはド・ジャンヌのモデルでは、パチンコ台に固定された釘の間をミミズが滑ってゆく運動でモデル化される。この運動は "snake-like motion"、"worm-like motion"、"reptilian motion" などと呼ばれる。語源は「reptile （爬虫類）の動き」である。
土井正男とエドワーズ (S. F. Edwards) はさらに理論を発展させ、鎖状高分子の粘度などの物性を予測することができた。